# Kryptochroma pentacantha
Kryptochroma pentacantha is een spinnensoort uit de familie van de krabspinnen (Thomisidae).
De wetenschappelijke naam van de soort werd in 1929 als Stephanopis pentacantha gepubliceerd door Cândido Firmino de Mello-Leitão.